# Odpoczynek w czasie ucieczki do Egiptu (rysunek Petera Paula Rubensa)

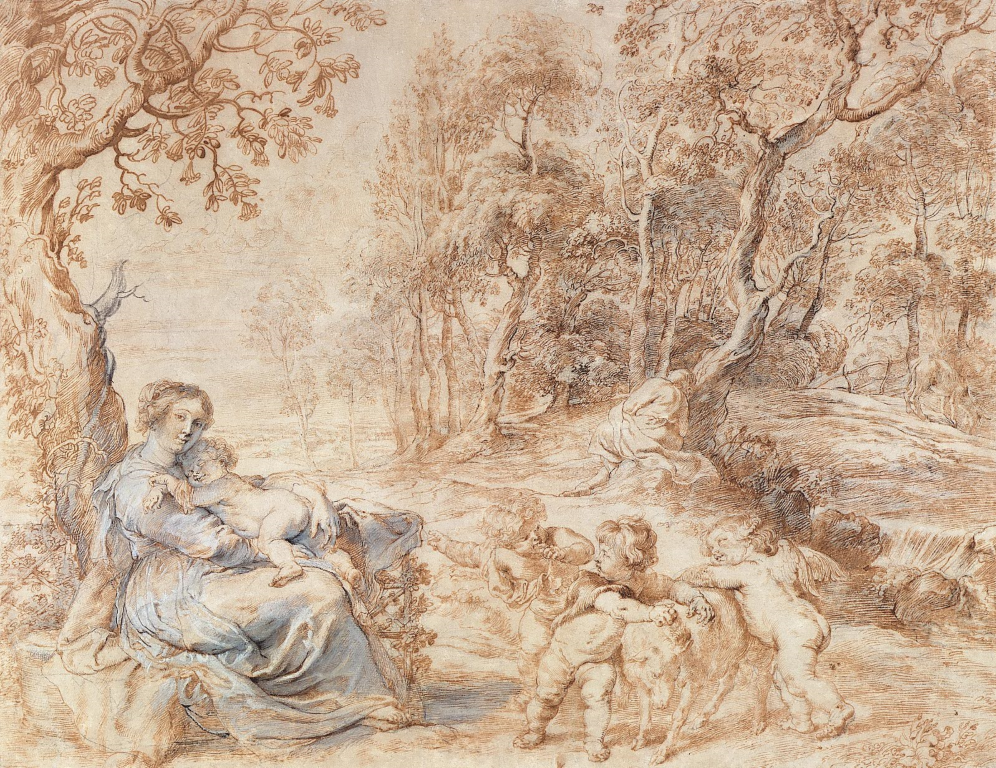

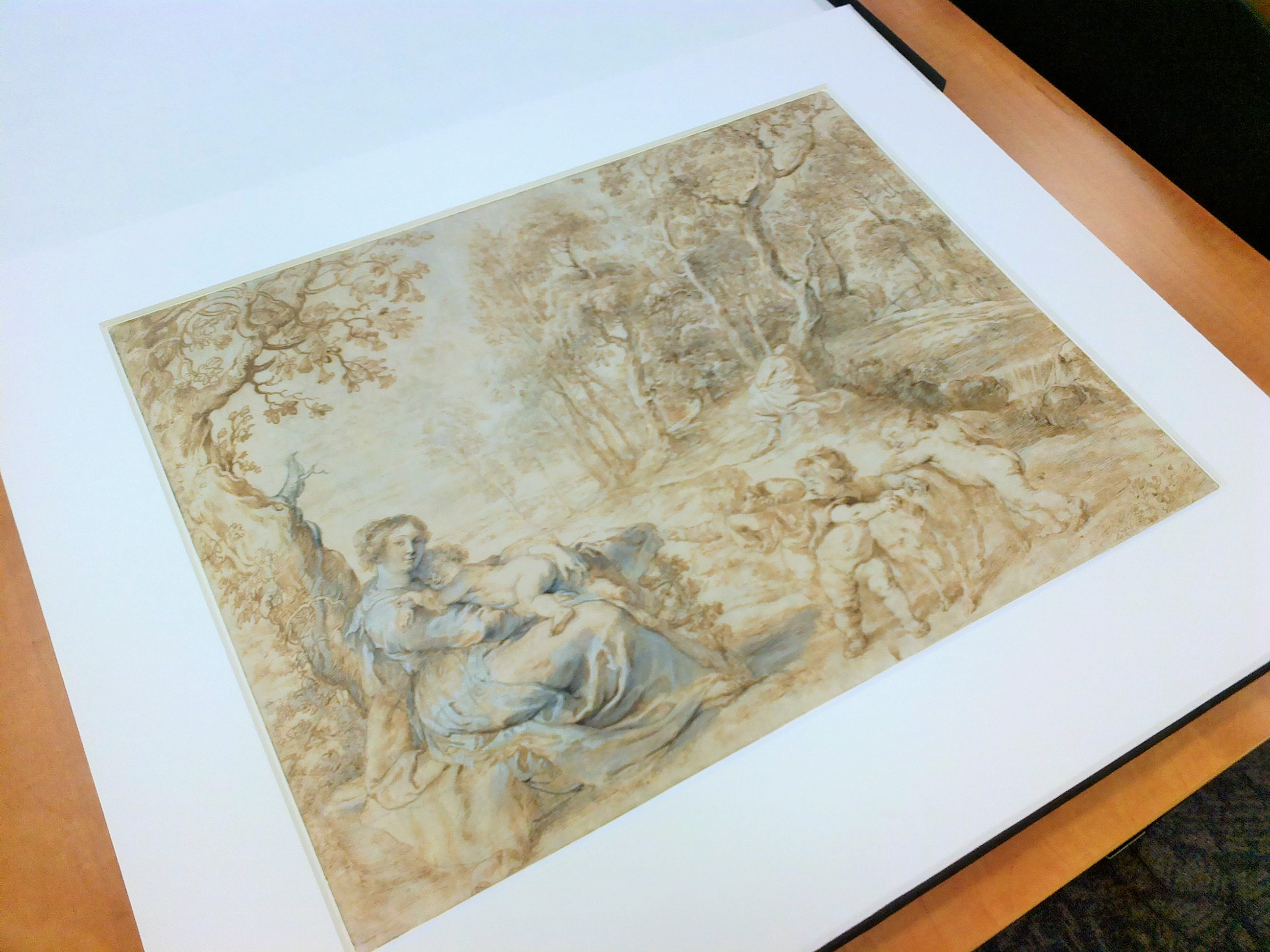
Rysunek w Gabinecie Rycin MNP

Odpoczynek w czasie ucieczki do Egiptu – rysunek Petera Paula Rubensa z ok. 1633–1635 roku.

## Opis
Rysunek przedstawia Świętą Rodzinę w czasie ucieczki z Betlejem do Egiptu oraz trzy putta bawiące się z owcą. Na odwrocie znajduje się szkic przedstawiający postać kobiecą.

## Proweniencja
Rysunek został zakupiony do zbiorów własnych przez Atanazego Raczyńskiego, obecnie własność Fundacji Raczyńskich, znajduje się w depozycie stałym w Muzeum Narodowym w Poznaniu, w Gabinecie Rycin.